# 凯塞·诺特
凯塞·诺特（英語：Kessai Note，1950年8月7日—），马绍尔群岛政治人物，2000年1月10日至2008年1月14日期间任总统。
诺特毕业于巴布亚新几内亚大学瓦达尔热带农业学院，2000年1月3日获选为马绍尔群岛总统，是该国首个平民出身的总统。
诺特有日本血統，他的父系祖父為新潟人，日治時代來到馬紹爾群島，並娶馬紹爾人為妻。